# Ebo creosotis
Ebo creosotis är en spindelart som beskrevs av Schick 1965. Ebo creosotis ingår i släktet Ebo och familjen snabblöparspindlar. Inga underarter finns listade i Catalogue of Life.